# Skibidi Toilet
Skibidi Toilet — це анімаційний серіал з коротких відеороликів, опублікованих на YouTube-каналі DaFuq!?Boom!. У серіалі показано війну між «скібіді туалетами» — безтілесними головами в унітазах, які можуть рухатись та «агентами» — людьми із технікою замість голови, такою як знімальна камера, гучномовець чи телевізор. Події розгортаються з точки зору агента «камерамена» (оператора), якого наприкінці майже кожного епізоду хапають або вбивають «скібіді туалети». Обидві сторони поступово використовують більш потужну зброю, нові методи захисту та способи модифікації власних тіл: таким чином у пізніших епізодах з'являються нові, усе більш гігантські персонажі, які володіють розвинутішим інтелектом і кращими здібностями.
Згідно з даними Tubefilter, до червня 2023 року усі відео на каналі разом було переглянуто понад 5 мільярдів разів. А у червні «DaFuq!? Boom!» став найпопулярнішим каналом за кількістю переглядів у США.
Skibidi Toilet характеризується химерними та безглуздими візуальними ефектами, відносно короткою тривалістю та туалетним гумором, завдяки чому серіал став вірусним через кілька місяців після появи. Він швидко набрав десятки мільйонів переглядів і став мемом на YouTube і TikTok. Ремікси на пісню «Give It to Me» Тімбеленда та «Dom Dom Yes Yes» Бісера Кінга є характерними рисами серіалу, з'являючись у кожному епізоді як головна тема «скібіді туалетів».
Skibidi Toilet створено аніматором з Грузії Олексієм Герасимовим за допомогою програми Source Filmmaker. Перший ролик було опубліковано 7 лютого 2023 року. Деякі ресурси взято з відеоігор Half-Life 2, Counter-Strike: Source і Garry's Mod.

## Сприйняття
Журнал Dazed назвав Skibidi Toilet «несамовитим, непередбачуваним, кумедним і часом справді тривожним». За даними Distractify, канал популярний серед глядачів молодшого віку. Багато джерел відзначили вірусний твіт, у якому користувач @AnimeSerbia назвав серіал «слендерменом покоління Альфа».
Редактор Tubefilter Сем Гутелле зауважив, що аніматори «раніше боролися з алгоритмами YouTube; тепер ж можна отримати мільйони переглядів за допомогою купи піксельних туалетів».